# Dynasty Cup 1990
Navigation
Chine 1992
La Dynasty Cup 1990 est la première édition d'une compétition de football entre quatre équipes d'Asie de l'Est. Cette compétition organisée en Chine du 27 juillet au 3 août 1990 a été remporté par la Corée du Sud.

## Équipes participantes
- Chine (1ère participation)
- Corée du Nord (1ère participation)
- Corée du Sud (1ère participation)
- Japon (1ère participation)

## Résultats

### Phase de groupe
| Équipe        | J | V | N | D | Bp | Bc | Diff | Pts |
| ------------- | - | - | - | - | -- | -- | ---- | --- |
| Corée du Sud  | 3 | 3 | 0 | 0 | 4  | 0  | +4   | 6   |
| Chine         | 3 | 2 | 0 | 1 | 3  | 1  | +2   | 4   |
| Corée du Nord | 3 | 1 | 0 | 2 | 1  | 3  | -2   | 2   |
| Japon         | 3 | 0 | 0 | 3 | 0  | 4  | -4   | 0   |

| 27 juillet 1990 | Corée du Sud                          | 2 – 0 | Japon |  |
|                 | Hwang Sun-Hong 34e · Kim Joo-Sung 66e |       |       |  |

| 27 juillet 1990 | Chine                     | 2 – 0 | Corée du Nord |  |
|                 | Gao Sheng 9e · Ma Lin 46e |       |               |  |

| 29 juillet 1990 | Corée du Sud     | 1 – 0 | Corée du Nord |  |
|                 | Hwangbo Kwan 89e |       |               |  |

| 29 juillet 1990 | Chine        | 1 – 0 | Japon |  |
|                 | Wu Qunli 77e |       |       |  |

| 31 juillet 1990 | Corée du Nord    | 1 – 0 | Japon |  |
|                 | Ri Hyok-Chon 66e |       |       |  |

| 31 juillet 1990 | Chine | 0 – 1 | Corée du Sud      |  |
|                 |       |       | 26e Lee Sang-Yoon |  |

### Finale
| 3 août 1990 | Chine        | 1 – 1 tab 4-5 | Corée du Sud     |  |  |
|             | Mai Chao 61e |               | 22e Hwangbo Kwan |  |  |

### Phase de groupe
La 1ère journée est favorable à la Corée du Sud et à la Chine qui remportent 2-0 leurs matchs face à leurs adversaires, respectivement le Japon et la Corée du Nord.  La 2ème journée est toujours favorable pour la Corée du Sud et la Chine. La Corée du Sud bat la Corée du Nord 1-0 et la Chine bat le Japon sur le même score. La 3ème journée oppose la Chine et la Corée du Sud, directement qualifiées et de l'autre côté la Corée du Nord et le Japon, qui sont disqualifiés. Les 2 Corées battent leurs adversaires sur le score de 1-0. Le Japon finit 4ème, la Corée du Nord finit 3ème, la Chine deuxième et la Corée du Sud 1ère.

### Finale
La finale se déroule le 3 mai 1990 et oppose donc la Chine et la Corée du Sud. La Corée du Sud mènera la moitié du match, de la 22ème à la 61ème minute, puis sera rattrapée par la Chine 1-1. En prolongations, aucun but n'est marqué et les 2 pays seront départagés par les Tirs au but. La Corée marque 5 buts, la Chine en marque 4. La Corée du Sud sort vainqueure de ce match.